# Blanka Lancia
Blanka Lancia d'Agliano (také Bianca, Beatrice a Blanche) byla italská šlechtična, která byla milenkou a pozdější manželkou císaře Fridricha II., ačkoliv manželství uzavřené na její smrtelné posteli bylo považováno za nekanonické.

## Rodina
Blanka se narodila mezi lety 1200/1210 v italském Agliano Terme jako členka rodiny Lancia (Lanza) z Piedmontu. Neexistují zdroje, které by s určitostí prokázaly, kdo byli její rodiče, ale historici nabízejí tři teorie:
1. byla vnučkou Manfreda I. Lancii, dcera jeho dcery (možná pojmenované Blanka/Bianca) se synem Guglielma di Moncucco a Beldy di Agliano
2. byla vnučkou Manfreda I. Lancii, dcera jeho syna Bonifacia di Agliano a Beatrice z Candie
3. byla vnučkou Manfreda I. Lancii, dcera jeho syna Manfreda II., zřejmě z manželství s ženou jménem Blanka z rodu Maletta

## Vztah s Fridrichem II.
Blanka se seznámila s Fridrichem II. (tehdy ženatým s Jolandou Jeruzalémskou) v roce 1225 v Aglianu. Od té doby zřejmě trval jejich poměr, který byl rozhodně ku prospěchu politickým zájmům rodu Lancia, jejímž členům Fridrich udělil různé posty. Někteří historici tvrdí, že Blanka byla jedinou láskou Fridrichova života, jiní to považují za přehnané tvrzení. Vztah s Blankou byl nicméně nejdelší císařovou milostnou aférou. Porodila mu tři děti:
- Konstancie (1230–1307) ∞ 1241 Jan III. Dukas Vatatzés
- Manfréd (1231/1232–1266)

1. ∞ 1247 Beatrix Savojská
2. ∞ 1257/1258 Helena Angelina Doukaina

- Violanta (1233–po 1264) ∞ 1245/1246 Richard z Caserty

Kroniky Salimbena z Parmy i Matouše Pařížského tvrdí, že mezi Fridrichem a Blankou proběhla „confirmatio matrimonii in articulo mortis“ („manželská ceremonie ve chvíli smrti“). Blanka před svou smrtí zjevně chtěla spasit svou duši a ochránit budoucnost svých dětí. Není jisté, kdy přesně Blanka zemřela, stalo se tak po roce 1233.